# مونتانا (فیلم ۱۹۹۸)
مونتانا (انگلیسی: Montana) فیلمی در ژانر کمدی-درام و جنایی است که در سال ۱۹۹۸ منتشر شد.

## بازیگران
- کیرا سجویک
- استنلی توچی
- رابین تونی
- رابی کالتران
- جان ریتر
- لیام ایکن
- مارک بون جونیور
- فیلیپ سیمور هافمن
- فیلیس سامرویل